# Kong Fansen
Kong Fansen, född 1944 i Liaocheng i Shandong, död 29 november 1994 i Tacheng i Xinjiang, var en kinesisk modellarbetare och kader i Kinas kommunistiska parti.
Kong tog värvning i Folkets befrielsearmé 1961 och gick med i Kinas kommunistiska parti 1966. 1967 återvände Kong Fansen till sin hemstad där han tjänstgjorde som vice ordförande på ingenjörsskolans revolutionära kommitté, var ledamot i Liaochengs kommunistiska ungdomsförbundet ständiga partiutskott, var också ledande inom propagandaavdelningen som tillhörde kommunistpartiet i Liaocheng. 1979 - 1982 - tjänstgjorde han i kommunen Gamba i den autonoma regionen Tibet som vice-sekreterare i partikommittén. Efter tre år återvände han till Liaocheng. 1988 återupptog han sitt arbete i Tibet, där han tjänstgjorde fram till dess att han avled i en trafikolycka under ett besök i Xinjiang.
Efter sin död tilldelades Kong flera utmärkelser av partiet och framhölls som en modellarbetare i det "nya Kina". Det finns en film som baseras på hans liv, eller en version av det som den kinesiska propagandan vill ge. Kong har liknas vid en modern Lei Feng.